# Lista monumentelor istorice din județul Argeș - A

Simbol pentru monumentele istorice

Lista monumentelor istorice din județul Argeș - A cuprinde monumentele istorice înscrise în Patrimoniul cultural național al României și aflate în localități ce încep cu litera A din județul Argeș.
Lista completă este menținută și actualizată periodic de către Ministerul Culturii, Cultelor și Patrimoniului Național din România, prin intermediul Institutului Național al Patrimoniului, ultima versiune datând din 2015. Această listă cuprinde și actualizările ulterioare, realizate prin ordin al ministrului culturii.
| Cod LMI                               | Denumire                                 | Localitate                                       | Localizare                                                           | Datare, Creatori  | Imagine               | Erori             |
| ------------------------------------- | ---------------------------------------- | ------------------------------------------------ | -------------------------------------------------------------------- | ----------------- | --------------------- | ----------------- |
| AG-II-m-B-13465                       | Biserica „Adormirea Maicii Domnului”     | sat Albești; comuna Albeștii de Muscel           | Str. Moisescu Sorin, magistrat 283                                   | 1877              | Încarcă foto \| video | Raportează eroare |
| AG-II-m-B-13466                       | Biserica „Adormirea Maicii Domnului”     | sat Albești; comuna Albota                       | Str. Moșteni 492                                                     | 1800              | Încarcă foto \| video | Raportează eroare |
| AG-II-a-A-13467 (RAN: 14003.01)       | Mănăstirea Aninoasa                      | sat Aninoasa; comuna Aninoasa                    | Str. Teilor 265                                                      | 1677-1729, 1773   |                       | Raportează eroare |
| AG-II-m-A-13467.01 (RAN: 14003.01.01) | Biserica „Sf. Nicolae”                   | sat Aninoasa; comuna Aninoasa                    | Str. Teilor 265 45.1903°N 24.92817°E                                 | 1677-1729         | Încarcă foto \| video | Raportează eroare |
| AG-II-m-A-13467.02 (RAN: 14003.01.02) | Paraclis „Sf. Gheorghe” și „Sf. Dumitru” | sat Aninoasa; comuna Aninoasa                    | Str. Teilor 265 45.1903°N 24.92817°E                                 | 1773              | Încarcă foto \| video | Raportează eroare |
| AG-II-m-A-13467.03 (RAN: 14003.01.03) | Pivnițele caselor de la Tudoran Vlădescu | sat Aninoasa; comuna Aninoasa                    | Str. Teilor 265 45.1903°N 24.92817°E                                 | 1677              | Încarcă foto \| video | Raportează eroare |
| AG-II-m-A-13467.04 (RAN: 14003.01.04) | Case egumenești                          | sat Aninoasa; comuna Aninoasa                    | Str. Teilor 265 45.1903°N 24.92817°E                                 | 1722-1729         | Încarcă foto \| video | Raportează eroare |
| AG-II-m-A-13467.05 (RAN: 14003.01.05) | Chilii                                   | sat Aninoasa; comuna Aninoasa                    | Str. Teilor 265 45.1903°N 24.92817°E                                 | 1722-1729         | Încarcă foto \| video | Raportează eroare |
| AG-II-m-A-13467.06 (RAN: 14003.01.06) | Turn clopotniță                          | sat Aninoasa; comuna Aninoasa                    | Str. Teilor 265 45.1903°N 24.92817°E                                 | 1722-1729         | Încarcă foto \| video | Raportează eroare |
| AG-II-m-A-13467.07 (RAN: 14003.01.07) | Zid de incintă                           | sat Aninoasa; comuna Aninoasa                    | Str. Teilor 265 45.1903°N 24.92817°E                                 | 1722-1729         | Încarcă foto \| video | Raportează eroare |
| AG-II-a-B-13469                       | Ansamblul conacului Istrate Micescu      | sat Argeșelu; comuna Mărăcineni                  | 373 44.91707°N 24.86275°E                                            | înc. sec. XX      | Încarcă foto \| video | Raportează eroare |
| AG-II-m-B-13469.01                    | Conac                                    | sat Argeșelu; comuna Mărăcineni                  | 373                                                                  | înc. sec. XX      | Încarcă foto \| video | Raportează eroare |
| AG-II-m-B-13469.02                    | Pavilioane în parc                       | sat Argeșelu; comuna Mărăcineni                  | 373                                                                  | înc. sec. XX      | Încarcă foto \| video | Raportează eroare |
| AG-II-m-B-13469.03                    | Clădiri - anexă                          | sat Argeșelu; comuna Mărăcineni                  | 373                                                                  | înc. sec. XX      | Încarcă foto \| video | Raportează eroare |
| AG-II-m-B-13469.04                    | Parc                                     | sat Argeșelu; comuna Mărăcineni                  | 373                                                                  | înc. sec. XX      | Încarcă foto \| video | Raportează eroare |
| AG-II-m-B-13470                       | Casa de vânătoare                        | sat Argeșelu; comuna Mărăcineni                  | 373                                                                  | 1875              | Încarcă foto \| video | Raportează eroare |
| AG-II-m-B-13468 (RAN: 13383.01)       | Biserica „Adormirea Maicii Domnului”     | sat Argeșelu; comuna Mărăcineni                  | 375 A                                                                | 1785              | Încarcă foto \| video | Raportează eroare |
| AG-IV-m-A-13877 (RAN: 13917.01)       | Cruce de piatră (de hotar)               | sat Albești; comuna Albeștii de Muscel           | În fața casei lui Ion Izbășoiu (nr. 8)                               | 1661              | Încarcă foto \| video | Raportează eroare |
| AG-IV-m-A-13878 (RAN: 13917.02)       | Cruce de piatră                          | sat Albești; comuna Albeștii de Muscel           | În fața casei Bizon Gheorghe (nr. 130)                               | 1722              | Încarcă foto \| video | Raportează eroare |
| AG-IV-m-B-13879                       | Cruce de piatră                          | sat Albești; comuna Albeștii de Muscel           | În fața casei Isbășoiu Otilia (nr. 440), deasupra carierei de piatră | 1820              | Încarcă foto \| video | Raportează eroare |
| AG-IV-m-A-13880 (RAN: 13819.01)       | Cruce de piatră                          | sat Albeștii Pământeni; comuna Albeștii de Argeș | În fața casei Stanciu Doru Octavian (nr. 264)                        | 1694              | Încarcă foto \| video | Raportează eroare |
| AG-IV-m-A-13881 (RAN: 14003.02)       | Cruce de piatră                          | sat Aninoasa; comuna Aninoasa                    | În curtea bisericii                                                  | sec. XVII - XVIII | Încarcă foto \| video | Raportează eroare |